# کفت گله
کفت گله، روستایی از توابع بخش چلو شهرستان اندیکا در استان خوزستان ایران است.

## جمعیت
این روستا در دهستان چلو قرار دارد و براساس سرشماری مرکز آمار ایران در سال ۱۳۸۵، جمعیت آن ۸۵ نفر (۱۳خانوار) بوده‌است.